# 1355
Il 1355 (MCCCLV in numeri romani) è un anno  del XIV secolo.

## Eventi
- 10 febbraio – a Oxford, in Inghilterra, una rissa da osteria fornisce il casus belli per una cruenta serie di tumulti studenteschi, nota come rivolta di santa Scolastica, che vide opporsi la cittadinanza locale agli studenti e accademici dell'Università di Oxford. La rivolta, che contò una novantina di morti (63 studenti e 30 residenti), si risolse in favore dell'università, con il rafforzamento dei suoi privilegi e poteri.
- 5 aprile – a Roma Pierre Bertrand, incaricato da papa Innocenzo VI, incorona imperatore Carlo IV di Lussemburgo[1].
- Carlo IV eleva Praga al titolo di capitale del Regno di Boemia e di centro principale del Sacro Romano Impero
- Carlo IV eleva Galeotto Malaspina a Marchese di Fosdinovo con il nome di Galeotto I Malaspina. Ciò sancisce, di fatto, la nascita del Marchesato di Fosdinovo.

## Nati
- 7 gennaio - Tommaso Plantageneto, I duca di Gloucester, nobile inglese († 1397)
- 17 gennaio - Antonio Migliorati, religioso italiano († 1450)
- 22 gennaio - Guglielmo II di Namur, nobile francese († 1418)
- 16 agosto - Filippa Plantageneta, contessa britannica († 1382)
- Isotta Albaresani, nobile italiana († 1393)
- Mircea il Vecchio, sovrano rumeno († 1418)
- Pietro Gambacorta, religioso italiano († 1435)
- Giovanni IV d'Asburgo-Laufenburg, nobile tedesco († 1408)
- Febo Gonzaga, condottiero italiano
- Jacopo da Verona, pittore italiano
- Maria Mancini, religiosa italiana († 1431)
- Maria di Navarra, principessa († 1420)
- Jurij di Smolensk, sovrano russo († 1407)
- Anselm Turmeda, scrittore spagnolo († 1423)
- Ludovico Visconti († 1404)
- Isabella di Castiglia, principessa spagnola († 1392)
- Al-Qalqashandi, storico e matematico egiziano († 1418)

## Morti
- 7 gennaio - Inés de Castro, spagnola
- 1º febbraio - Pectin de Montesquieu, cardinale e arcivescovo cattolico francese
- 7 aprile - Maria Paleologa, nobile bizantina
- 7 aprile - Marina Smilec di Bulgaria, principessa bulgara
- 17 aprile - Marino Faliero, doge italiano (n. 1274)
- 22 aprile - Eleonora d'Inghilterra, nobile britannica (n. 1318)
- 22 maggio - Umberto II del Viennois, nobile francese (n. 1312)
- 11 luglio - Federico I d'Atene, nobile italiano
- 27 luglio - Paolo Gherardo de' Vasconi, vescovo cattolico italiano
- 30 luglio - Giovanni di Meißen, vescovo cattolico tedesco
- 24 agosto - Pierre de Corneillan
- 29 settembre - Matteo II Visconti, nobile
- 5 ottobre - Bettina D'Andrea, giurista italiana (n. 1311)
- 16 ottobre - Ludovico di Sicilia, sovrano
- 21 ottobre - Blasco II Alagona, nobile, politico e militare spagnolo
- 21 ottobre - Bertrando di Deux, cardinale e arcivescovo cattolico francese
- 22 ottobre - Costanza d'Aragona, principessa (n. 1324)
- 28 ottobre - Arnaud de Villemur, cardinale e vescovo cattolico francese
- 20 novembre - Niccolò Pisani, ammiraglio italiano
- 5 dicembre - Giovanni III di Brabante, duca
- 20 dicembre - Stefano Uroš IV Dušan, sovrano serbo (n. 1308)
- Michele Asen IV di Bulgaria, principe bulgaro
- Filippo Calendario, architetto, scultore e armatore italiano
- Caterina di Bosnia, Grand Principessa di Hum, principessa bosniaca (n. 1294)
- Niccolò degli Arcioni, vescovo cattolico italiano
- Gregorio Preljub, generale serbo (n. 1312)
- Jean Pucelle, miniatore francese (n. 1300)
- Gentile II da Varano, condottiero e politico italiano
- Gherardo della Gherardesca, nobile italiano

## Calendario
| Calendario 1355 | Calendario 1355 | Calendario 1355 | Calendario 1355 | Calendario 1355 | Calendario 1355 | Calendario 1355 | Calendario 1355 | Calendario 1355 | Calendario 1355 | Calendario 1355 | Calendario 1355 | Calendario 1355 | Calendario 1355 | Calendario 1355 | Calendario 1355 | Calendario 1355 | Calendario 1355 | Calendario 1355 | Calendario 1355 | Calendario 1355 | Calendario 1355 | Calendario 1355 | Calendario 1355 | Calendario 1355 | Calendario 1355 | Calendario 1355 | Calendario 1355 | Calendario 1355 | Calendario 1355 | Calendario 1355 | Calendario 1355 | Calendario 1355 |
| --------------- | --------------- | --------------- | --------------- | --------------- | --------------- | --------------- | --------------- | --------------- | --------------- | --------------- | --------------- | --------------- | --------------- | --------------- | --------------- | --------------- | --------------- | --------------- | --------------- | --------------- | --------------- | --------------- | --------------- | --------------- | --------------- | --------------- | --------------- | --------------- | --------------- | --------------- | --------------- | --------------- |
|                 | 1               | 2               | 3               | 4               | 5               | 6               | 7               | 8               | 9               | 10              | 11              | 12              | 13              | 14              | 15              | 16              | 17              | 18              | 19              | 20              | 21              | 22              | 23              | 24              | 25              | 26              | 27              | 28              | 29              | 30              | 31              |                 |
| Gennaio         | Gi              | Ve              | Sa              | Do              | Lu              | Ma              | Me              | Gi              | Ve              | Sa              | Do              | Lu              | Ma              | Me              | Gi              | Ve              | Sa              | Do              | Lu              | Ma              | Me              | Gi              | Ve              | Sa              | Do              | Lu              | Ma              | Me              | Gi              | Ve              | Sa              |                 |
| Febbraio        | Do              | Lu              | Ma              | Me              | Gi              | Ve              | Sa              | Do              | Lu              | Ma              | Me              | Gi              | Ve              | Sa              | Do              | Lu              | Ma              | Me              | Gi              | Ve              | Sa              | Do              | Lu              | Ma              | Me              | Gi              | Ve              | Sa              |                 |                 |                 |                 |
| Marzo           | Do              | Lu              | Ma              | Me              | Gi              | Ve              | Sa              | Do              | Lu              | Ma              | Me              | Gi              | Ve              | Sa              | Do              | Lu              | Ma              | Me              | Gi              | Ve              | Sa              | Do              | Lu              | Ma              | Me              | Gi              | Ve              | Sa              | Do              | Lu              | Ma              |                 |
| Aprile          | Me              | Gi              | Ve              | Sa              | Do              | Lu              | Ma              | Me              | Gi              | Ve              | Sa              | Do              | Lu              | Ma              | Me              | Gi              | Ve              | Sa              | Do              | Lu              | Ma              | Me              | Gi              | Ve              | Sa              | Do              | Lu              | Ma              | Me              | Gi              |                 |                 |
| Maggio          | Ve              | Sa              | Do              | Lu              | Ma              | Me              | Gi              | Ve              | Sa              | Do              | Lu              | Ma              | Me              | Gi              | Ve              | Sa              | Do              | Lu              | Ma              | Me              | Gi              | Ve              | Sa              | Do              | Lu              | Ma              | Me              | Gi              | Ve              | Sa              | Do              |                 |
| Giugno          | Lu              | Ma              | Me              | Gi              | Ve              | Sa              | Do              | Lu              | Ma              | Me              | Gi              | Ve              | Sa              | Do              | Lu              | Ma              | Me              | Gi              | Ve              | Sa              | Do              | Lu              | Ma              | Me              | Gi              | Ve              | Sa              | Do              | Lu              | Ma              |                 |                 |
| Luglio          | Me              | Gi              | Ve              | Sa              | Do              | Lu              | Ma              | Me              | Gi              | Ve              | Sa              | Do              | Lu              | Ma              | Me              | Gi              | Ve              | Sa              | Do              | Lu              | Ma              | Me              | Gi              | Ve              | Sa              | Do              | Lu              | Ma              | Me              | Gi              | Ve              |                 |
| Agosto          | Sa              | Do              | Lu              | Ma              | Me              | Gi              | Ve              | Sa              | Do              | Lu              | Ma              | Me              | Gi              | Ve              | Sa              | Do              | Lu              | Ma              | Me              | Gi              | Ve              | Sa              | Do              | Lu              | Ma              | Me              | Gi              | Ve              | Sa              | Do              | Lu              |                 |
| Settembre       | Ma              | Me              | Gi              | Ve              | Sa              | Do              | Lu              | Ma              | Me              | Gi              | Ve              | Sa              | Do              | Lu              | Ma              | Me              | Gi              | Ve              | Sa              | Do              | Lu              | Ma              | Me              | Gi              | Ve              | Sa              | Do              | Lu              | Ma              | Me              |                 |                 |
| Ottobre         | Gi              | Ve              | Sa              | Do              | Lu              | Ma              | Me              | Gi              | Ve              | Sa              | Do              | Lu              | Ma              | Me              | Gi              | Ve              | Sa              | Do              | Lu              | Ma              | Me              | Gi              | Ve              | Sa              | Do              | Lu              | Ma              | Me              | Gi              | Ve              | Sa              |                 |
| Novembre        | Do              | Lu              | Ma              | Me              | Gi              | Ve              | Sa              | Do              | Lu              | Ma              | Me              | Gi              | Ve              | Sa              | Do              | Lu              | Ma              | Me              | Gi              | Ve              | Sa              | Do              | Lu              | Ma              | Me              | Gi              | Ve              | Sa              | Do              | Lu              |                 |                 |
| Dicembre        | Ma              | Me              | Gi              | Ve              | Sa              | Do              | Lu              | Ma              | Me              | Gi              | Ve              | Sa              | Do              | Lu              | Ma              | Me              | Gi              | Ve              | Sa              | Do              | Lu              | Ma              | Me              | Gi              | Ve              | Sa              | Do              | Lu              | Ma              | Me              | Gi              |                 |